# Trois hommes et un couffin
Trois hommes et un couffin (en España, Tres solteros y un biberón) es una película francesa de 1985 dirigida por Coline Serreau.

## Argumento
Jacques, trabajador de una compañía aérea, acepta recibir y guardar en su casa el paquete que un amigo suyo tiene que recibir. Pero Jacques no sabe cuán comprometedor es el paquete que guardará a su amigo, así que se va de viaje a Extremo Oriente explicando a sus compañeros de piso, Pierre y Michel, que cuando llegue el paquete lo guarden, sin más. El paquete resulta ser una niña, al parecer hija de Jacques, que la madre, Sylvia, deja en el descansillo de la casa, con una nota aduciendo que no puede hacerse cargo de ella debido a su trabajo. Los dos compañeros se ven obligados a compaginar la faena que da la niña (biberones, pañales y noches en vela) con su trabajo mientras llega Jacques de su viaje. La cosa se complica cuando llega el paquete que en realidad esperaba Jacques: se trata de heroína, así que Pierre y Michel deberán apañárselas para trabajar, cuidar a la niña y, además huir de la policía y lidiar con los traficantes, con lo que se producirán malentendidos y situaciones cómicas de todo tipo.
Cuando llega Jacques y solucionado el problema de los traficantes, los tres hombres se dedican a cuidar de la bebé por turnos, y, aunque les resta tiempo de las diversiones a las que estaban acostumbrados, se encariñan mucho con ella, por lo que sienten una gran tristeza y vacío en sus vidas cuando la madre regresa a recogerla.

## Reparto
| Actor                     | Personaje |
| ------------------------- | --------- |
| Roland Giraud             | Pierre    |
| Michel Boujenah           | Michel    |
| André Dussollier          | Jacques   |
| Philippine Leroy-Beaulieu | Sylvia    |

## Reacción crítica
Esta película tuvo un enorme éxito en Francia, fue una de las triunfadoras en la edición de los Premios César de la Academia Francesa del Cine de 1986, obteniendo tres galardones, entre ellos el de mejor película. En 2003 se estrenó en los cines la secuela de este film, 18 ans après, con el mismo reparto protagonista y de nuevo dirigida por Coline Serreau, que narra como Marie, la niña que fue cuidada por sus tres padres adoptivos, termina el bachillerato y se va a veranear con su madre, Sylvia, a Estados Unidos, donde vive ahora. Sus tres padres adoptivos ven horrorizados cuán lejos queda la infancia de su hija, que ya tiene edad de enamorarse y hacer lo que quiera con su vida, a la vez que ellos lo tienen cada vez más complicado con las mujeres.
Esta película también triunfó en el resto de Europa e incluso en los Estados Unidos, lo que originó que allí se realizara un remake en 1987 dirigido por Leonard Nimoy adaptando la película al gusto estadounidense, Tres hombres y un bebé, que tuvo también un gran éxito que, a su vez, también motivó la producción de una secuela, Tres hombres y una pequeña dama, dirigida por Emile Ardolino.
En Argentina, la comedia Tres alegres fugitivos de 1988 también recrea en cierta forma el argumento de esta película.

## Premios
- 1986
  - César a la mejor película
  - César al mejor actor secundario: Michel Boujenah
  - César al mejor guion original o adaptación: Coline Serreau

## Secuela
En el año 2003, se estrenó la secuela del filme, titulada 18 ans après o Tres solteros y un biberón: 18 años después, dirigida por Coline Serreau, y que narra la vida de Pierre, Michel y Jacques pasados 18 años, y cómo afrontan la nueva etapa en la vida de Marie.